# Élections législatives sénégalaises de 2012
Les élections législatives sénégalaises se sont tenues le 1er juillet 2012. Elles font suite à l’élection présidentielle qui a vu la victoire de Macky Sall de l'Alliance pour la République qui avait réuni autour de lui entre les deux tours une coalition de partis d'opposition.

## Scrutin
Initialement prévue le 17 juin, le président nouvellement élu Macky Sall a décalé de deux semaines le scrutin du fait de délais d'organisation entre les deux élections jugés trop courts. Les partis d'opposition furent consultés sur la question.
Les 5,3 millions d’électeurs élisent 150 députés, selon un scrutin mixte, mêlant la proportionnelle au niveau national et le scrutin majoritaire au niveau départemental. Vingt-quatre listes sont en lice, soit 7 200 candidats. Le scrutin est le premier à appliquer la règle de la parité absolue, imposée par la loi adoptée en mai 2010, alors que 33 des 150 députés sortants étaient des femmes.
La campagne, ouverte le 10 juin, est dominée par les premières mesures de Macky Sall et en particulier par les audits sur la gestion du régime d'Abdoulaye Wade et les convocations ou arrestations d'anciens hauts fonctionnaires et ministres.
La coalition formée au second tour de la présidentielle derrière Macky Sall, « Benno bokk yaakkar », est parvenu à préserver une certaine unité. En face, le Parti démocratique sénégalais (PDS) d’Abdoulaye Wade subit la scission d'une partie de ses cadres, menés par Pape Diop et Mamadou Seck, présidents sortants des deux chambres, sous le nom de « Bokk gis gis » (Vision commune, en wolof).

## Candidats
Les listes candidates sont :
- RES les Verts
- DC
- Petaw
- PVD
- MPS Faxas
- SPD
- PSA
- Mouvement de la réforme pour le développement social (MRDS)
- Salam
- Pencoo
- URD
- CAP 21
- AJ/PADS
- CPJE
- Bes Du Nakk
- Bokk Giss Giss
- And Taxawal
- PDS
- Lii Dal Na Xel
- Tekki 2012
- DSTC A. Ndoye
- WA Senegal
- Leeral
- Beno Bokk Yakaar

## Résultats
Le scrutin est marqué par un très faible taux de participation, plus fort qu'en 2007, alors que le scrutin avait été à l'époque boycottés par les principaux partis d'opposition. Ce manque d'enthousiasme électoral, traduisant un discrédit vis-à-vis des parlementaires, pourrait affaiblir Macky Sall qui n'est pas parvenu à transformer la dynamique de son élection en adhésion politique populaire,.
Face à la majorité obtenue par la coalition présidentielle, le PDS d'Abdoulaye Wade forme la deuxième force politique, alors que les partis religieux font une percée.
- Inscrits : 5 368 783 ; Votants : 1 968 852 ; Bulletins nuls : 7 076 ; Suffrages valablement exprimés : 1 961 776.
- Quotient national : 32 696.

|                           |                           |           |       |        |        |        |  |  |  |  |  |  |  |  |
| Partis ou coalitions      | Partis ou coalitions      | Voix      | %     | Sièges | Sièges | Sièges |  |  |  |  |  |  |  |  |
| Partis ou coalitions      | Partis ou coalitions      | Voix      | %     | SM     | SP     | Total  |  |  |  |  |  |  |  |  |
|                           | Unis par l'espoir (BBY)   | 1 040 899 | 53,06 | 87     | 32     | 119    |  |  |  |  |  |  |  |  |
|                           | PDS                       | 298 846   | 15,23 | 3      | 9      | 12     |  |  |  |  |  |  |  |  |
|                           | Bokk Gis Gis              | 143 180   | 7,30  | 0      | 4      | 4      |  |  |  |  |  |  |  |  |
|                           | Bes Du Nakk               | 113 321   | 5,78  | 0      | 4      | 4      |  |  |  |  |  |  |  |  |
|                           | MRDS                      | 70 655    | 3,60  | 0      | 2      | 2      |  |  |  |  |  |  |  |  |
|                           | PVD                       | 48 553    | 2,47  | 0      | 2      | 2      |  |  |  |  |  |  |  |  |
|                           | URD                       | 21 964    | 1,12  | 0      | 1      | 1      |  |  |  |  |  |  |  |  |
|                           | MPS/FAXAS                 | 21 868    | 1,11  | 0      | 1      | 1      |  |  |  |  |  |  |  |  |
|                           | CPJE                      | 20 762    | 1,06  | 0      | 1      | 1      |  |  |  |  |  |  |  |  |
|                           | Tekki 2012                | 20 671    | 1,05  | 0      | 1      | 1      |  |  |  |  |  |  |  |  |
|                           | DSTC                      | 18 859    | 0,96  | 0      | 1      | 1      |  |  |  |  |  |  |  |  |
|                           | Leeral                    | 17 791    | 0,91  | 0      | 1      | 1      |  |  |  |  |  |  |  |  |
|                           | AJ PADS                   | 15 889    | 0,81  | 0      | 1      | 1      |  |  |  |  |  |  |  |  |
|                           | Pencoo                    | 14 841    | 0,76  | 0      | 0      | 0      |  |  |  |  |  |  |  |  |
|                           | And Taxawal               | 12 922    | 0,67  | 0      | 0      | 0      |  |  |  |  |  |  |  |  |
|                           | WA Senegal                | 12 044    | 0,61  | 0      | 0      | 0      |  |  |  |  |  |  |  |  |
|                           | RES Les Verts             | 11 783    | 0,60  | 0      | 0      | 0      |  |  |  |  |  |  |  |  |
|                           | Salam                     | 10 855    | 0,55  | 0      | 0      | 0      |  |  |  |  |  |  |  |  |
|                           | Lii Dal Na Xel            | 9 216     | 0,47  | 0      | 0      | 0      |  |  |  |  |  |  |  |  |
|                           | PSA                       | 9 577     | 0,43  | 0      | 0      | 0      |  |  |  |  |  |  |  |  |
|                           | Petaw                     | 8 107     | 0,41  | 0      | 0      | 0      |  |  |  |  |  |  |  |  |
|                           | SPD                       | 7 326     | 0,38  | 0      | 0      | 0      |  |  |  |  |  |  |  |  |
|                           | CAP 21                    | 6 717     | 0,34  | 0      | 0      | 0      |  |  |  |  |  |  |  |  |
|                           | DC                        | 5 130     | 0,26  | 0      | 0      | 0      |  |  |  |  |  |  |  |  |
|                           |                           |           |       |        |        |        |  |  |  |  |  |  |  |  |
| Suffrages exprimés        | Suffrages exprimés        | 1 961 776 | 99,64 |        |        |        |  |  |  |  |  |  |  |  |
| Votes blancs et invalides | Votes blancs et invalides | 7 076     | 0,36  |        |        |        |  |  |  |  |  |  |  |  |
| Total                     | Total                     | 1 968 852 | 100   | 90     | 60     | 150    |  |  |  |  |  |  |  |  |
| Abstentions               | Abstentions               | 3 399 931 | 63,33 |        |        |        |  |  |  |  |  |  |  |  |
| Inscrits / participation  | Inscrits / participation  | 5 368 783 | 36,67 |        |        |        |  |  |  |  |  |  |  |  |